# Eksperimentel filosofi
Eksperimentel filosofi er en ny filosofisk retning som søger at kombinere traditionelle, filosofiske overvejelser med systematiske, empiriske undersøgelser. Ved hjælp af kognitiv videnskabsmetode udfører eksperimentelle filosoffer eksperimentelle undersøgelser for at forstå, hvordan mennesker almindeligvis tænker over visse grundlæggende, filosofiske emner.
Empiriske undersøgelser kan her metodologisk f.eks. beskrives som indsamling af data fra databaser, som den eksperimentelle filosofi så behandler i computersystemer, dvs. computer-understøttede meta-analyser.
Den har således en del fællestræk med Lateral Tænkning.
Eksperimentelle filosofer har hævdet, at empiriske data kan have indirekte effekt på filosofiske spørgsmål ved at muliggøre en bedre forståelse af de underliggende, filosofiske processor, der leder til filosofisk intuition. Denne brug af empiriske data opfattes bredt som stående i modsætning til en filosofisk metodologi, der alene sætter sin lid til a priori-begrundelse, undertiden omtalt som 'lænestolsfilosofi'. Uenighed om hvad eksperimentel filosofi kan opnå er udbredt, og adskillige filosoffer har fremsat kritik.
Eksperimentel filosofi begyndte oprindelig med at fokusere på spørgsmål, der drejer sig om forskelle på tværs af kulturer, fri vilje og filosofi om handlen. Siden da har eksperimentel filosofi fortsat med at udvide sit emneområde og undersøgelsesfelt.